# الأبطال الستة
الأبطال الستة (بالإنجليزية: Big Hero 6)‏ هو فيلم أبطل خارقين أمريكي 2014 متحرك حاسوبياً من إنتاج والت ديزني أنيميشن ستوديوز وإصدار أفلام والت ديزني. وهو الفيلم الأربعة والخمسون من سلسلة أفلام والت ديزني الكلاسيكية المتحركة، ومستوحاة من مغامرات فريق الأبطال بيج هيرو 6 الخياليين لشركة مارفل كومكس. الفيلم من إخراج دون هول (Don Hall) و‌كريس ويليامز، ويحكي قصة الفيلم عن شاب مراهق عبقري مع الروبوتات يدعى هيرو هامادا والذي يشكل فريق أبطل خارقين لمكافحة شرير مقنع. الفيلم من أصوات رايان بوتر، و‌سكوت أدسيت، و‌دانيل هيني، و‌ت. ج. ميلر، و‌جيمي تشونغ، و‌دايمن وايانز، جونيور، و‌جنيسيس رودريجيز، و‌مايا رودولف.
الأبطال الستة هو أول فيلم متحرك لديزني الذي يتميز بشخصيات مارفل كومكس من بعد ما اشترت شركة والت ديزني الشركة الأم لشركة مارفل كومكس في 2009. صممت والت ديزني أنيميشن ستوديوز تكنولوجيا برمجيات جديدة لإنتاج صور الفيلم المرئية المتحركة.
عرض فيلم الأبطال الستة لأول مرة في مهرجان طوكيو السينمائي الدولي السابع والعشرين في 23 أكتوبر، 2014 وعرض نسخة الثلاثي الأبعاد لأول مرة في مهرجان أبوظبي السينمائي في 31 أكتوبر، 2014. وتم إصدار الفيلم في صالات السينما الشرق الأوسطية في 6 نوفمبر، 2014 وفي صالات السينما الأمريكية في 7 نوفمبر، 2014، وتلقى الفيلم إشادة من النقاد. وقد تم ترشيحه لجائزة الأوسكار لأفضل فيلم رسوم متحركة. ولجائزة آني لأفضل فيلم رسوم متحركة و‌جائزة غولدن غلوب لأفضل فيلم رسوم متحركة وجائزة البافتا لأفضل فيلم رسوم متحركة.

## القصة
يبدأ الفيلم مع مراهق يدعى هيرو هامادا عمره 14 عام يعيش مع عمته كاس وأخيه تاداشي ويحب القتال بالروبوتات يعترض تاداشي على هذا ويحاول أن يضمه إلى جامعة للتكنولوجيا والبرمجيات واخذ تاداشي هيرو إلى جامعته وعرفه على اصدقائه غوغو التي صممت دراجة ذات عجلات غير مثبتة على الدراجة وتليهاواسابي الذي اخترع ليزر يستطيع أن يقطع الأجسام إلى شرائح رقيقة للغاية وهوني تصنع بخاخ يعطي المواد خصائص عبر تفاعلات كيميائية وفريد الذي لم يخترع أي اختراع ويفكر في شطيرة خفية ويحب ازياء الوحوش المستعارة التي يقرأ عنها في القصص المصورة وكانوا يخترعون اختراعات عبقرية للغاية لكن تاداشي أعطى هيرو هدية وهو الروبوت بيماكس مصمم للحفاظ على سلامة هيرو ولاحقا يصمم هيرو (مايكرو بوت) والتي هي عبارة عن روبوتات صغيرة تستطيع أن تتجمع وتاخذ شكل تفكر فيه عن طريق ناقل عصبي يوضع على الرأس وينجح ويحصل على تصريح للانضمام إلى الجامعة لكن يحترق المعرض ويخرج الجميع ماعدا معلم تاداشي ويدخل تاداشي لمساعدة معلمه على الخروج وبمجرد دخوله ينفجر المكان ويموت تاداشي ويحزن هيرو حزننا شديدا وبالصدفة يشغل بيماكس بعدما سقط على الأرض وبعد ذلك يلاحظ بيماكس ان ميكرو بوتا خاصا بهيرو الذي لم يبقى سواه ينجذب إلى مكان ثم يرشد هيرو إلى مكان حيث اكتشفوا هناك أن شخصا مقنعا يصنع ميكروبوت الذي طاردهم بعد ذلك يصمم هيرو بذلة لبيماكس ليحاول اكتشاف هذا المقنع والقبض عليه حيث كون هيرو وأصدقائه فريقا من الأبطال بتطوير اختراعاتهم إلى أسلحة وفي محاولة للقبض على المقنع اكتشفوا انه المعلم " كلاهان "الذي ظنوا انه مات وكان قد نجا بمساعدة الميكروبوت الخاصة بهيرو وفي الأخير يكتشفون انه يسعى للانتقام لابنته التي ذهبت ضحية لتجربة قام بها رجل أعمال لتسهيل التنقل عبر الفضاء كالثقب الأسود والتي باتت بالفشل إلى أن هيرو وفريقه يبطلون عملية المعلم للانتقام وفي النهاية ينقذ هيرو ابنة المعلم التي كانت مازالت حية داخل تلك البوابة الناقلة لكن يذهب بيماكس ضحية هذا الإنقاذ ولكن يترك لهيرو شريحتا التي تحوي الذكريات التي مرو بها وذكاء صناعي لبيماكس ليصنع هيرو روبوتا آخراً يشبه بيماكس ويدخل فيه الشريحة .

## الأصوات العربية
- شربل أيوب - بايماكس، والد فريد
- دافيد أوريان - هيرو هامادا
- شربل رحمة - تاداشي هامادا
- سعد حمدان - فريد
- رنا الرفاعي - غوغو
- إبراهيم ماضي - وسابي
- جيهان الملا - هاني ليمون
- عفيف شيا - بروفيسور روبرت كالاهان
- فادي الرفاعي - أليستير كراي
- رالين داغر - العمة كاس

## الدبلجة العربية
اتخذت ديزني الشرق الأوسط قرارا باعتماد أستوديو لبناني ايميج برودكشن هاوس لدبلجة الفيلم بدل الأستوديو المصري مصريا ميديا، والتي تعاقدت معه منذ عشرين سنة بإشراف مباشر من مراقبي أداء الممثلين من أمريكا[ ؟ ]. ويعد هذا القرار الذي اتخذ أيضا في دبلجة فيلمي بيكسار طائرات وجامعة المرعبين. ما أثار استياء بعض الشرائح من الجمهور العربي، خاصة وأن ديزني تنتبه لهذه النقطة وجعلت الدبلجة في الأستوديو المصري والتي كانت باللغة العربية الفصحى جزءًا كبيرًا من حملتها الدعائية للنسخة العربية من ملكة الثلج.
قام عدد من المعجبين بحملة هاشتاج على عدة مواقع تواصل اجتماعي بينهافيسبوك بعنوان (#أنقذوا_ديزني)، تعارض اختيار ديزني ما رأوه حلا غير مثالي ومقبول لترجمة اصدارهم الكبير القادم في العالم العربي، فيلم بيغ هيرو 6 أو كما أطلق عليه في موقع ديزني العربي، الأبطال الستة.

## الموسيقى التصويرية
كل الألحان من تأليف هنري جاكمان (بإستثناء "Immortals").
| 1.            | "Immortals"                    | باتريك ستومبف، Pete Wentz، Joe Trohman، أندي هيرلي | فول آوت بوي | 3:15  |       |       |       |       |       |       |       |       |
| 2.            | "Hiro Hamada"                  |                                                    |             | 1:57  |       |       |       |       |       |       |       |       |
| 3.            | "Nerd School"                  |                                                    |             | 2:12  |       |       |       |       |       |       |       |       |
| 4.            | "Microbots"                    |                                                    |             | 1:46  |       |       |       |       |       |       |       |       |
| 5.            | "Tadashi"                      |                                                    |             | 1:46  |       |       |       |       |       |       |       |       |
| 6.            | "Inflatable Friend"            |                                                    |             | 1:56  |       |       |       |       |       |       |       |       |
| 7.            | "Huggable Detective"           |                                                    |             | 1:35  |       |       |       |       |       |       |       |       |
| 8.            | "The Masked Man"               |                                                    |             | 1:29  |       |       |       |       |       |       |       |       |
| 9.            | "One of the Family"            |                                                    |             | 1:49  |       |       |       |       |       |       |       |       |
| 10.           | "Upgrades"                     |                                                    |             | 2:27  |       |       |       |       |       |       |       |       |
| 11.           | "The Streets of San Fransokyo" |                                                    |             | 4:08  |       |       |       |       |       |       |       |       |
| 12.           | "To the Manor Born"            |                                                    |             | 1:15  |       |       |       |       |       |       |       |       |
| 13.           | "So Much More"                 |                                                    |             | 3:01  |       |       |       |       |       |       |       |       |
| 14.           | "First Flight"                 |                                                    |             | 2:35  |       |       |       |       |       |       |       |       |
| 15.           | "Silent Sparrow"               |                                                    |             | 4:39  |       |       |       |       |       |       |       |       |
| 16.           | "Family Reunion"               |                                                    |             | 2:39  |       |       |       |       |       |       |       |       |
| 17.           | "Big Hero 6"                   |                                                    |             | 6:57  |       |       |       |       |       |       |       |       |
| 18.           | "I Am Satisfied with My Care"  |                                                    |             | 5:29  |       |       |       |       |       |       |       |       |
| 19.           | "Signs of Life"                |                                                    |             | 1:14  |       |       |       |       |       |       |       |       |
| 20.           | "Reboot"                       |                                                    |             | 1:48  |       |       |       |       |       |       |       |       |
| المدة الكلية: | المدة الكلية:                  | المدة الكلية:                                      | 53:57       | 53:57 | 53:57 | 53:57 | 53:57 | 53:57 | 53:57 | 53:57 | 53:57 | 53:57 |

## الاستقبال

### الاستقبال النقدي
تلقى الفيلم مديح كبير. الفيلم حاصل على تقييم 90% على موقع الطماطم الفاسدة، بناءً على 181 مراجعة، مع متوسط تقييم 7.4/10. ميتاكريتيك أعطى الفيلم 74 من 100 بناءً على 38 مراجعة.

### الجوائز
| قائمة الجوائز والترشيحات                                     | قائمة الجوائز والترشيحات                                              | قائمة الجوائز والترشيحات                                                 | قائمة الجوائز والترشيحات | قائمة الجوائز والترشيحات |
| الجائزة                                                      | التصنيف                                                               | المستلمون والمرشحون                                                      | النتيجة                  |                          |
| ------------------------------------------------------------ | --------------------------------------------------------------------- | ------------------------------------------------------------------------ | ------------------------ | ------------------------ |
| حفل توزيع جوائز الأوسكار السابع والثمانون                    | أفضل فيلم رسوم متحركة                                                 | Don Hall، كريس وليامز (ممثل) and روي كونلي ‏                              | فوز                      |                          |
| 65th American Cinema Editors Awards ‏                         | Best Edited Animated Feature Film ‏                                    | Tim Mertens                                                              | رُشِّح                      |                          |
| جوائز آني 42 ‏                                                | أفضل فيلم رسوم متحركة                                                 | الأبطال الستة                                                            | رُشِّح                      |                          |
| جوائز آني 42 ‏                                                | Animated Effects in an Animated Production                            | Michael Kaschalk, Peter DeMund, David Hutchins, Henrik Falt, John Kosnik | فوز                      |                          |
| جوائز آني 42 ‏                                                | Character Design in an Animated Feature Production                    | Shiyoon Kim, Jin Kim                                                     | رُشِّح                      |                          |
| جوائز آني 42 ‏                                                | Directing in an Animated Feature Production ‏                          | Don Hall & Chris Williams                                                | رُشِّح                      |                          |
| جوائز آني 42 ‏                                                | Storyboarding in an Animated Feature Production                       | Marc E. Smith                                                            | رُشِّح                      |                          |
| جوائز آني 42 ‏                                                | Writing in an Animated Feature Production ‏                            | Robert L. Baird, Daniel Gerson & Jordan Roberts                          | رُشِّح                      |                          |
| جوائز آني 42 ‏                                                | Editorial in an Animated Feature Production                           | Tim Mertens                                                              | رُشِّح                      |                          |
| حفل توزيع جوائز الأكاديمية البريطانية للأفلام الثامن والستون | جائزة الأكاديمية البريطانية للأفلام عن فئة أفضل فيلم رسوم متحركة ‏     |                                                                          | رُشِّح                      |                          |
| جمعية نقاد البث السينمائي                                    | Best Animated Film                                                    | الأبطال الستة                                                            | رُشِّح                      |                          |
| حفل توزيع جوائز الغولدن غلوب الثاني والسبعون                 | أفضل فيلم رسوم متحركة                                                 | الأبطال الستة                                                            | رُشِّح                      |                          |
| جائزة اختيار أطفال نكلوديون                                  | Favorite Animated Movie                                               |                                                                          | فوز                      |                          |
| Nevada Film Critics Society                                  | Best Animated Movie                                                   | الأبطال الستة                                                            | فوز                      |                          |
| Women Film Critics Circle                                    | أفضل فيلم عائلي                                                       | الأبطال الستة                                                            | فوز                      |                          |
| Women Film Critics Circle                                    | Best Animated Female                                                  | GoGo Tomago played by, جيمي تشونغ                                        | رُشِّح                      |                          |
| Women Film Critics Circle                                    | Best Animated Female                                                  | Honey Lemon played by, جنيسيس رودريجيز                                   | رُشِّح                      |                          |
| Women Film Critics Circle                                    | Best Line in a Movie                                                  | "Stop Whining. Woman Up!" said by, جيمي تشونغ                            | فوز                      |                          |
| 15th Phoenix Film Critics Society                            | Best Animated Film                                                    | الأبطال الستة                                                            | رُشِّح                      |                          |
| 15th Phoenix Film Critics Society                            | أفضل أغنية أصلية                                                      | "Immortals" by فول آوت بوي                                               | رُشِّح                      |                          |
| 19th Satellite Awards                                        | Best Motion Picture, Animated or Mixed Media                          | الأبطال الستة                                                            | رُشِّح                      |                          |
| نقابة منتجي أمريكا                                           | Best Outstanding Producer of Animated Theatrical Motion Pictures      | Roy Conli                                                                | رُشِّح                      |                          |
| 13th Annual Visual Effects Society Awards                    | Outstanding Animation in an Animated Feature Motion Picture           | Don Hall, Chris Williams, Roy Conli, Zach Parrish                        | فوز                      |                          |
| 13th Annual Visual Effects Society Awards                    | Outstanding Models in any Motion Media Project                        | Brett Achorn, Minh Duong, Scott Watanabe, Larry Wu                       | فوز                      |                          |
| 13th Annual Visual Effects Society Awards                    | Outstanding Created Environment in an Animated Feature Motion Picture | Ralf Habel, David Hutchins, Michael Kaschalk, Olun Riley                 | فوز                      |                          |
| 13th Annual Visual Effects Society Awards                    | Outstanding Effects Simulations in an Animated Feature Motion Picture | Henrik Falt, David Hutchins, Michael Kaschalk, John Kosnik               | فوز                      |                          |
| 13th Annual Visual Effects Society Awards                    | Outstanding Animated Character in an Animated Feature Motion Picture  | Colin Eckart, John Kahwaty, Zach Parrish, Zack Petroc                    | فوز                      |                          |

## وصلات خارجية
- الموقع الرسمي
- الموقع الرسمي
 فقط
- الأبطال الستة على موقع IMDb (الإنجليزية)
- الأبطال الستة على موقع ميتاكريتيك (الإنجليزية)
- الأبطال الستة على موقع روتن توميتوز (الإنجليزية)
- الأبطال الستة على موقع نتفليكس (الإنجليزية)
- الأبطال الستة على موقع قاعدة بيانات الأفلام العربية
- الأبطال الستة على موقع ألو سيني (الفرنسية)
- الأبطال الستة على موقع Turner Classic Movies (الإنجليزية)
- الأبطال الستة على موقع أول موفي (الإنجليزية)
- الأبطال الستة على موقع بوكس أوفيس موجو (الإنجليزية)
- الأبطال الستة على موقع فيلمافينيتي (الإسبانية)